# Agel
Agel település Franciaországban, Hérault megyében. Lakosainak száma 244 fő (2022. január 1.). Agel Bize-Minervois, Aigues-Vives és Saint-Jean-de-Minervois községekkel határos.

## Népesség
A település népességének változása:
| Lakosok száma | 249  | 204  | 166  | 197  | 212  | 220  | 235  | 245  | 244  | 244  |
|               | 1968 | 1982 | 1990 | 2006 | 2013 | 2015 | 2017 | 2019 | 2020 | 2022 |